# Forchdenkmal

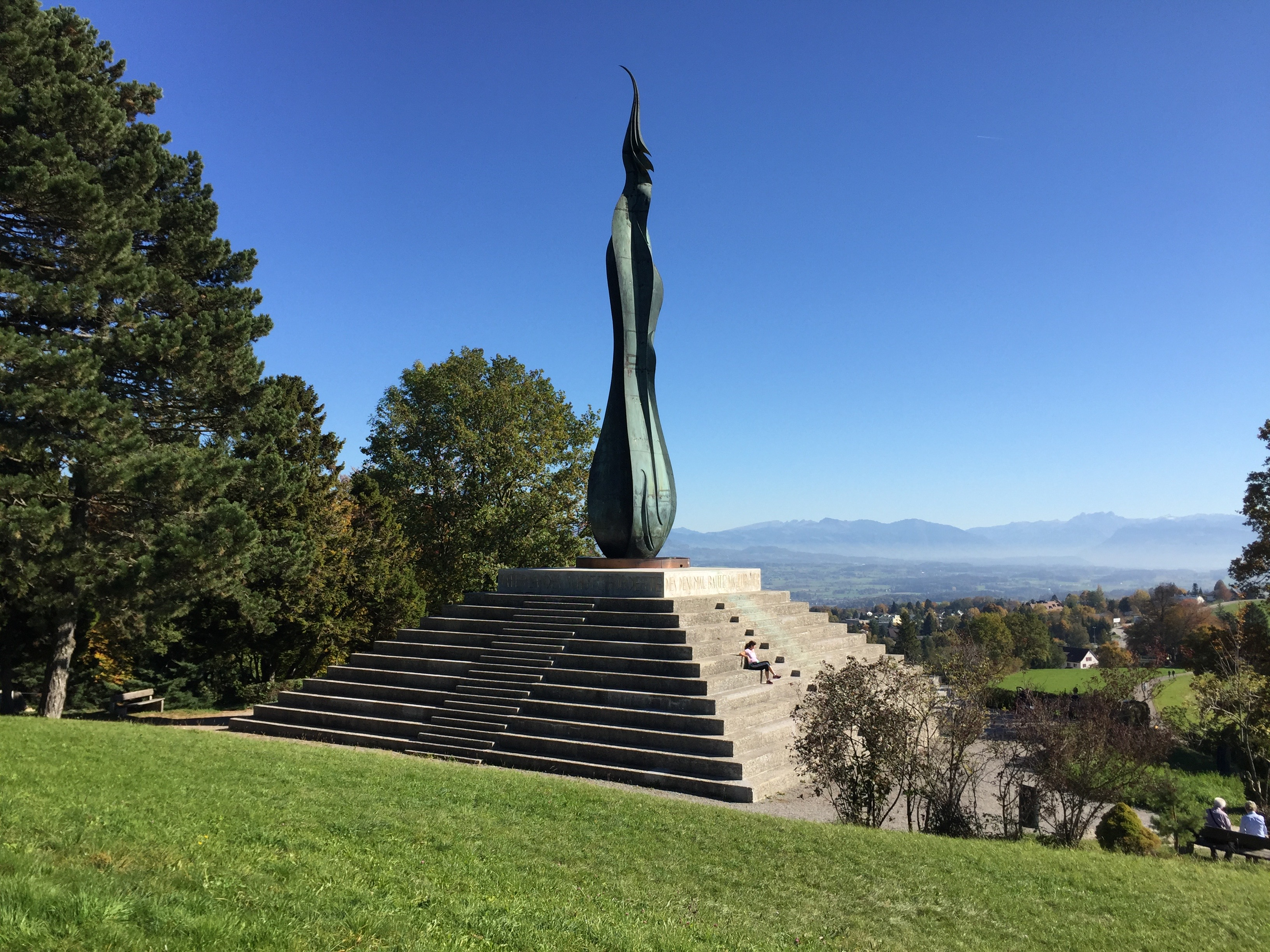
Forchdenkmal von Nordwesten

Das sogenannte Forchdenkmal, offiziell Wehrmännerdenkmal, ist eine Gedenkstätte ausserhalb der Ortschaft Forch auf dem Wassberg (Pfannenstielkette) im Kanton Zürich, Schweiz, auf rund 725 m ü. M.
Die 18 Meter hohe Bronzeplastik in Form einer Flamme erinnert an die Zürcher Soldaten, die im Ersten Weltkrieg im Aktivdienst gestorben sind. Im Volksmund wird sie in Anspielung auf die Form auch de gfroore Furz genannt.

## Beschreibung
Das Denkmal wird gebildet durch eine 18 Meter hohe eherne Flamme aus Kupferblech, die auf einer Stufenpyramide steht. Diese zählt 11 Stufen von je 38 cm Höhe. Um das Besteigen der Pyramide zu erleichtern, ist auf allen vier Seiten eine Treppe mit einer Stufenhöhe von 19 cm angebracht.
Auf dem Steinsockel ist folgende Inschrift eingemeisselt:

„DIES DENKMAL BAUTE DAS ZÜRCHER VOLK ALS SINNBILD SEINER OPFER, DIE DER WELTKRIEG 1914–1918 ZU DES VATERLANDES SCHUTZ FORDERTE“

## Geschichte

### Idee und Realisierung
Während im Ersten Weltkrieg im Europa ausserhalb der Schweiz zwischen acht und zehn Millionen Soldaten ums Leben kamen, starben rund 3000 Angehörige der Schweizerischen Armee während ihrer Dienstzeit. Abgesehen davon wurden zwischen Juli 1918 und Juni 1919 in der Schweiz ca. 25’000 Personen allein durch die Spanische Grippe dahingerafft, darunter auch Soldaten im Aktivdienst. Während der ersten Grippewelle von 1918 starben auf diese Weise pro Tag bis zu 35 Diensttuende, was in den Familien Dienst leistender Familienväter – bedingt durch die fehlende soziale Absicherung – grosse Not auslösen konnte.
Die Schweiz war damals nicht Schauplatz kriegerischer Auseinandersetzungen, so dass es zu keinen Toten durch Kriegshandlungen kam. Die vielen während des Dienstes krankheitsbedingt verstorbenen Soldaten wurden als Gefallene gezählt. Zu ihren Ehren wurden im ganzen Land Erinnerungsstätten und Denkmäler errichtet.
In diesem Sinne bildete sich 1920 auf Initiative der Unteroffiziersgesellschaft des Kantons Zürich auch eine Kommission, die sich zum Ziel gesetzt hatte, im Kanton Zürich ein schlichtes Denkmal für all jene Wehrmänner zu errichten, die während des Aktivdienstes im Ersten Weltkrieg verstorben waren. Dem Komitee gehörten unter anderen Regierungsrat Rudolf Maurer, der Präsident des Kantonsrats Adolf Streuli sowie der Kantonsbaumeister Hermann Fietz an. Von den zahlreichen Gemeinden, die sich um den Standort beworben hatten, wurde schliesslich die Forch ausgewählt. Das Denkmal sollte auf einer Anhöhe nordwestlich des historischen Zentrums errichtet werden.
Die Gemeinde Küsnacht und die Forchbahn wurden vom Komitee gebeten, das nötige Land kostenfrei für die Errichtung des Denkmals zur Verfügung zu stellen und die Kosten für die Umgebungsarbeiten zu übernehmen.
Am 12. März 1922 beschloss die Gemeindeversammlung von Küsnacht, auf dessen Gebiet das Grundstück liegt, einen Kostenbeitrag von Fr. 9000.–. Die Forchbahn steuerte Fr. 7000.– bei und der Wirt des nahe gelegenen Gasthofes «Krone» spendete Fr. 1000.–. Weitere Spenden stammten vom Unteroffiziersverein und aus der Öffentlichkeit.
Für den Bau wurde unter den Zürcher Künstlern ein Wettbewerb ausgeschrieben. Von den 95 eingegangenen Beiträgen wurde von einem Preisgericht das Projekt «Das Opfer» des Zürcher Architekten Otto Zollinger (1886–1970) ausgewählt. In der Begründung der Jury heisst es: «In diesem Entwurf ist die Idee des Denkmals in überzeugend schöner Weise zum Ausdruck gebracht. Die Bergkuppe wird in der Wirkung durch das Mal verstärkt, und es klingt in dieser gleichsam aus. Durch den pyramidenförmigen Aufbau mit der hochgehenden Flamme wurde eine charakteristische Gestaltung des Denkmals erfunden, in welcher Monumentalität, Ernst und Würde in lebendig zündender Weise verkörpert wird.»
Mit der Opferflamme kreierte der Architekt Otto Zollinger das Symbol der ewigen Flamme, die er in Kupferblech verewigt und auf die Treppenpyramide gesetzt hatte. Das Symbol der ewigen Flamme taucht auch an anderen Orten auf, wie zum Beispiel am Grab des unbekannten Soldaten am Triumphbogen in Paris.
Eine Überprüfung der Realisierbarkeit ergab, dass die vorgesehenen Kosten von Fr. 60'000.– bei weitem überschritten würden. Da Zollinger Möglichkeiten fand, die Kosten zu verringern, wurde im Frühling 1922 mit dem Bau begonnen. Die insgesamt aufgewendeten Kosten betrugen bis zur Fertigstellung 110'135.05 CHF. Die Bauarbeiten wurden durch die Firmen Hatt-Haller und A. Schulthess ausgeführt.

### Einweihung

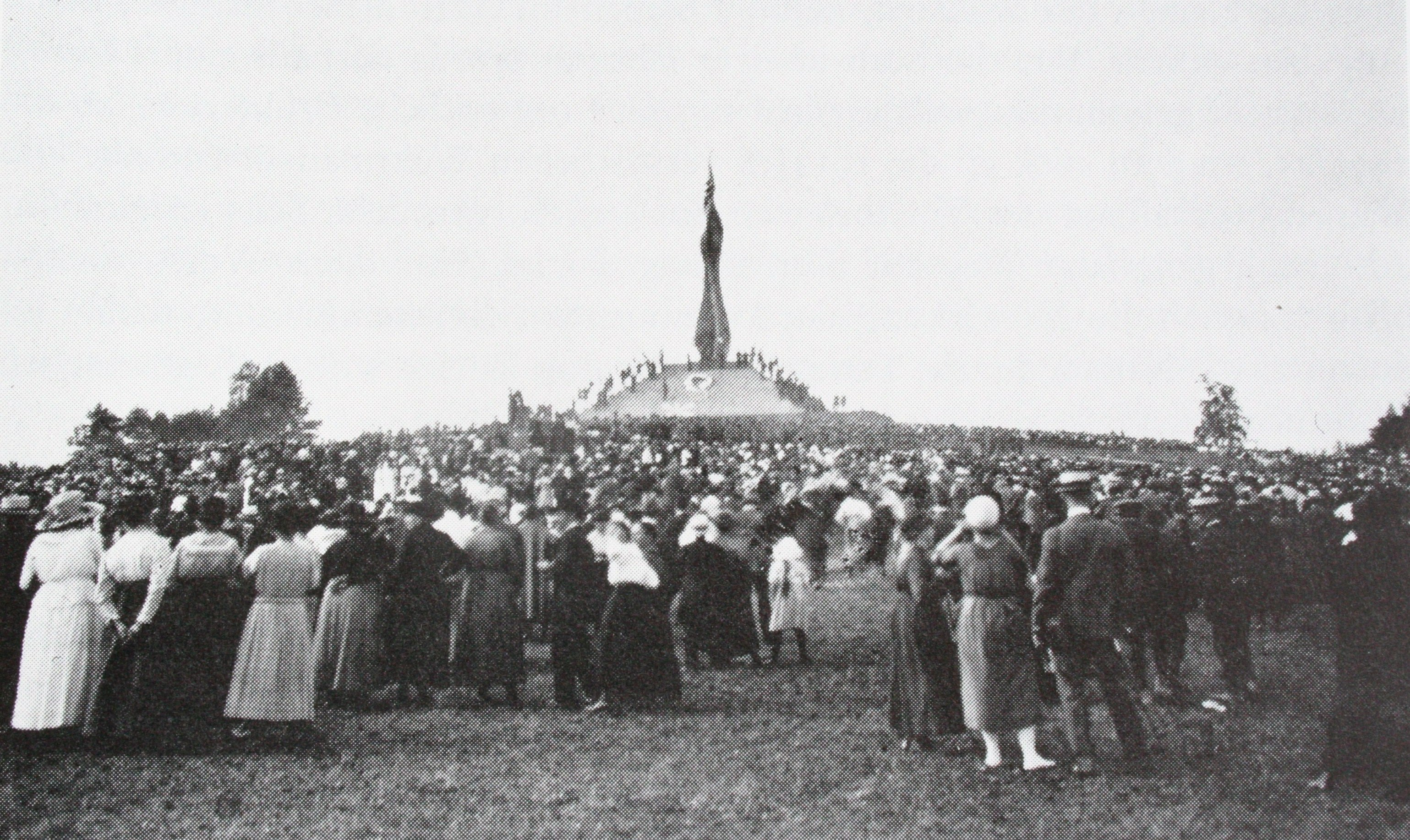
Einweihung

Das Denkmal wurde am Sonntag, dem 24. September 1922 von Bundespräsident Robert Haab eingeweiht. Die Schätzungen der anwesenden Besucher bewegen sich zwischen 30'000 und 50'000, allein die Forchbahn beförderte 12'865 Personen. In seiner Rede erinnerte der Bundespräsident auch an die zahlreichen Menschen, die im Herbst 1918 an der Spanischen Grippe verstorben waren und erlegte den Anwesenden die Pflicht, den Menschen, die zum Schutz der Schweiz gestorben waren, stets würdig zu gedenken.
Die vier Sozialdemokraten in der städtischen Regierung blieben der Einweihungsfeier fern. Der Historiker Kuhn schrieb darüber folgendes: «Dies deutet auf die tiefgreifenden Unterschiede in der Verarbeitung und Bedeutungszuweisung der Grenzbesetzung und der Erfahrung der Entbehrungen während des Kriegs durch verschiedene gesellschaftliche Gruppen hin.»

### Pläne zur Erweiterung
Am 21. November 1946 erteilte der Regierungsrat dem Erbauer des Denkmals Otto Zollinger den Auftrag, ein Projekt über der Erweiterung des Denkmals zu erstellen. Dem bestehenden Denkmal sollte eine Gedenkwand angefügt werden, an der auf einer Tafel die Namen der am Todestage im Kanton wohnhaft gewesenen und während des Aktivdienstes 1914–1918 und 1939–1945 verstorbenen Wehrmänner hätten aufgeführt werden sollen. Vorgesehen waren zudem ein Ruheplatz und ein Weg zur Gedenkwand mit Sitzgelegenheiten. Das Projekt wurde jedoch nicht verwirklicht. Ein Grund dafür war die schwierige Namensbeschaffung der gefallenen Zürcher Soldaten aus beiden Weltkriegen.
1951 wurde die Region um das Denkmal vom Regierungsrat unter Landschaftsschutz gestellt. In Umgebung des Denkmals herrtscht ein absolutes Bauverbot. Eine Erweiterung des Denkmals ist somit kaum mehr möglich.

### Restaurierungen
1974 wurde das Denkmal restauriert und Rost entfernt, der sich in der Flamme gebildet hatte. In die Flamme wurden Ventilationslöcher gebohrt, um die Bildung von Kondenswasser im Inneren zu verhindern.
Eine weitere Restaurierung erfolgte 1990. Damals wurde die Skulptur per Hubschrauber für eine Überholung abtransportiert, und in ihrem Hohlraum wurde ein Archiv eingerichtet, in dem auf zwei Tafeln die Namen aller in den beiden Weltkriegen verstorbenen Soldaten des Kantons Zürich aufgeführt sind.
Der hohle Betonsockel musste wie 1990 im Jahr 2016 erneut restauriert werden.

## Anlässe und Symbolik
Die 1.-August-Feier der Gemeinde Küsnacht wird jeweils beim Forchdenkmal gefeiert. Zudem wird das Gelände am Denkmal immer wieder für militärische Anlässe wie Beförderungen oder Fahnenweihen genutzt.
Am 1. August 1973 organisierte James Schwarzenbach beim Forchdenkmal eine politische Veranstaltung. Rund um den Anlass kam es dabei zu verschiedenen Tumulten, die durch Gegendemonstranten ausgelöst wurden. In der Nacht zuvor war das Denkmal bereits mit Hakenkreuzen verschmiert worden. 1979 organisierte Christoph Blocher einen Festumzug zum Denkmal. Es ist der Ort, an dem der Aufstieg der «neuen» Schweizerischen Volkspartei begann. Die vaterländisch-patriotische Setzung des Denkmals funktionierte demnach 57 Jahre nach der Einweihung noch.
In der Öffentlichkeit geriet das Denkmal weitgehend in Vergessenheit. Christoph Mörgeli kritisierte, dass es neben dem Forchdenkmal als Erinnerung an die Wehrmänner auch ein Denkmal für die Grippeopfer geben sollte.
Am 24. September 2022 fand eine Gedenkfeier zum 100-Jahr-Jubiläum Wehrmännerdenkmal statt. Die Feier wurde vom kantonalen Unteroffiziersverband Zürich & Schaffhausen organisiert.